# Bezodtoká oblast

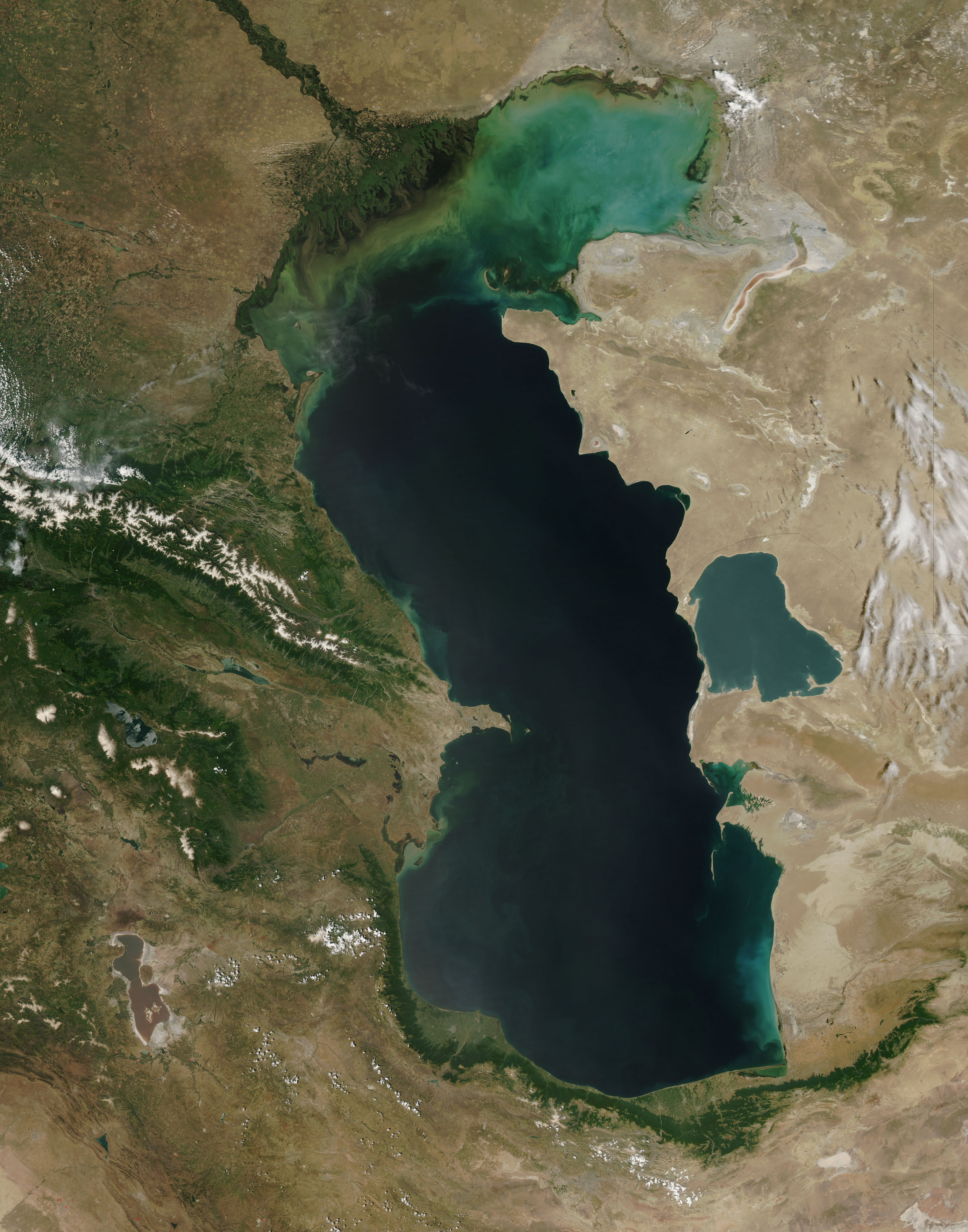
Oblast Kaspického moře je příkladem bezodtoké oblasti

Bezodtoká neboli endorheická oblast je území na zemském povrchu, které buď není odvodňováno vůbec (bezvodá oblast, např. poušť), nebo sice je odvodňováno, ale voda neodtéká do žádného moře, které by bylo částí světového oceánu. Dá se definovat i jako území nepatřící k úmoří žádného oceánu.

## Výskyt a charakteristika
V současnosti je mezi bezodtoké oblasti počítáno přibližně 32 mil. km², což je 21,5 % z celkové zemské rozlohy souše. Nacházejí se zejména v suchých centrálních částech kontinentů, hlavně kolem obratníků. Nejrozsáhlejší souvislou bezodtokou oblastí na světě je centrální Eurasie, další se vyskytují na Sahaře, na Arabském poloostrově, v centrální Austrálii, v oblasti pouště Kalahari, ve Velké pánvi a ve středních Andách. (V jistém smyslu jsou bezodtoké také zaledněné oblasti (drtivá většina Antarktidy a Grónska), nemající povrchový odtok.)
Zdaleka největší „bezodtokou“ řekou je Volha, odvodňující značnou část Ruska a ústící do Kaspického moře. Další významné toky bezodtokých oblastí jsou Ural, Těrek, Kura, Emba (vše též do Kaspického moře), Amudarja, Syrdarja (obě do Aralského jezera), Tarim (do jezera Lobnor nebo Karakošun), Okavango (do stejnojmenných bažin), Šari, Komaduru-Jobe (obě do jezera Čad), Medvědí řeka (do Velkého Solného jezera), Humboldtova řeka (do Humboldtova jezera), Jordán (do Mrtvého moře) nebo Desaguadero (do jezera Poopó).

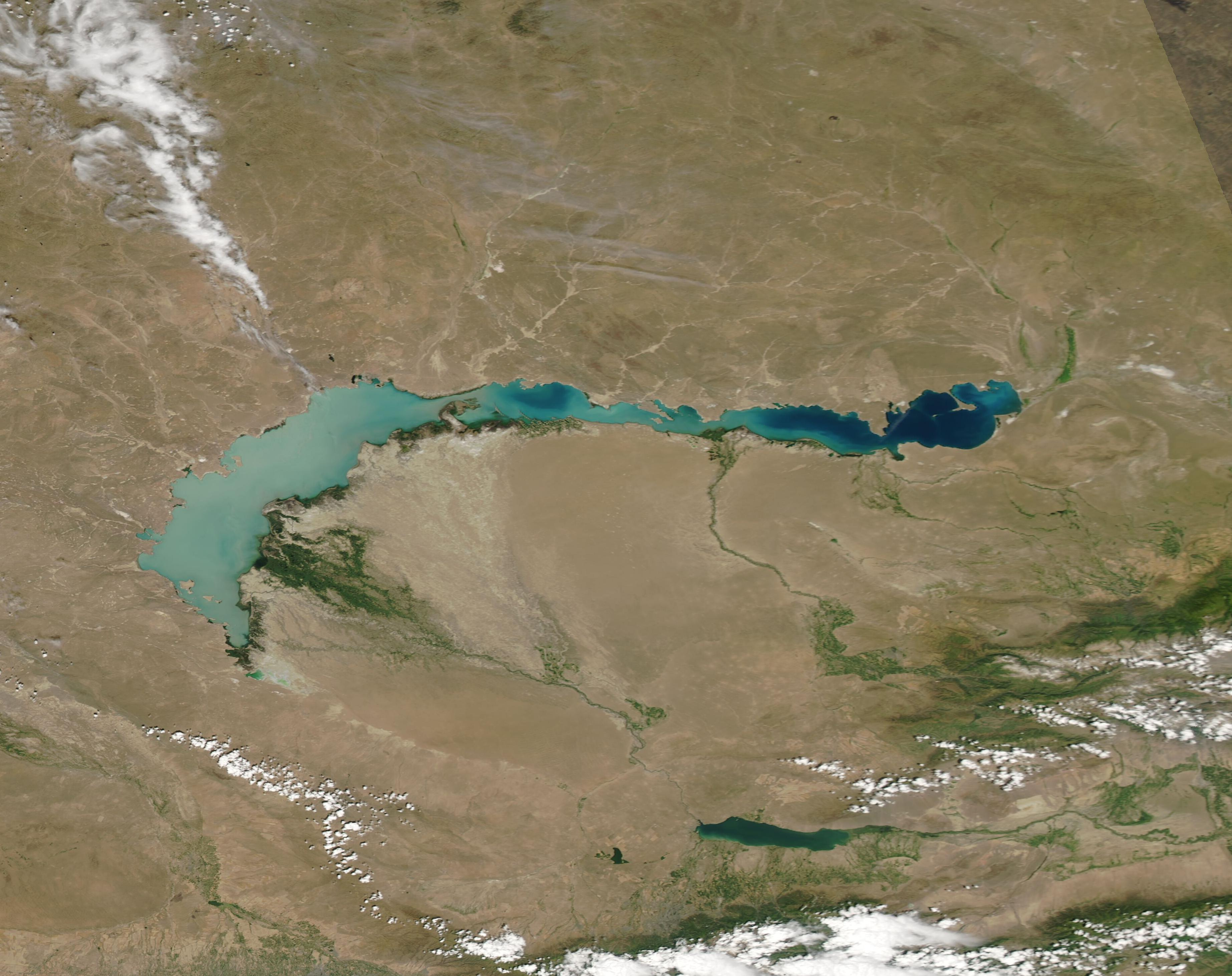
Další příklad bezodtoké oblasti je jezero Balchaš v Kazachstánu

Bezodtoké oblasti patří vlivem své obecné suchosti a odlehlosti od moře k málo (až nejméně) zalidněným, periferním částem světa; výjimkou je především povodí Volhy, které má mírné klima a vláhy relativní dostatek.
V aridních oblastech při přílišném výparu dochází ke zvyšování salinity jezerních vod, ve kterých se postupně začínají tvořit solné útvary, jako například travertiny, pisoidy a solná krusta. Takováto bezodtoká jezera se nazývají playas. V některých oblastech se playas ekonomicky využívají pro těžbu přírodní soli vzniklé odpařováním.

## Environmentální hrozby

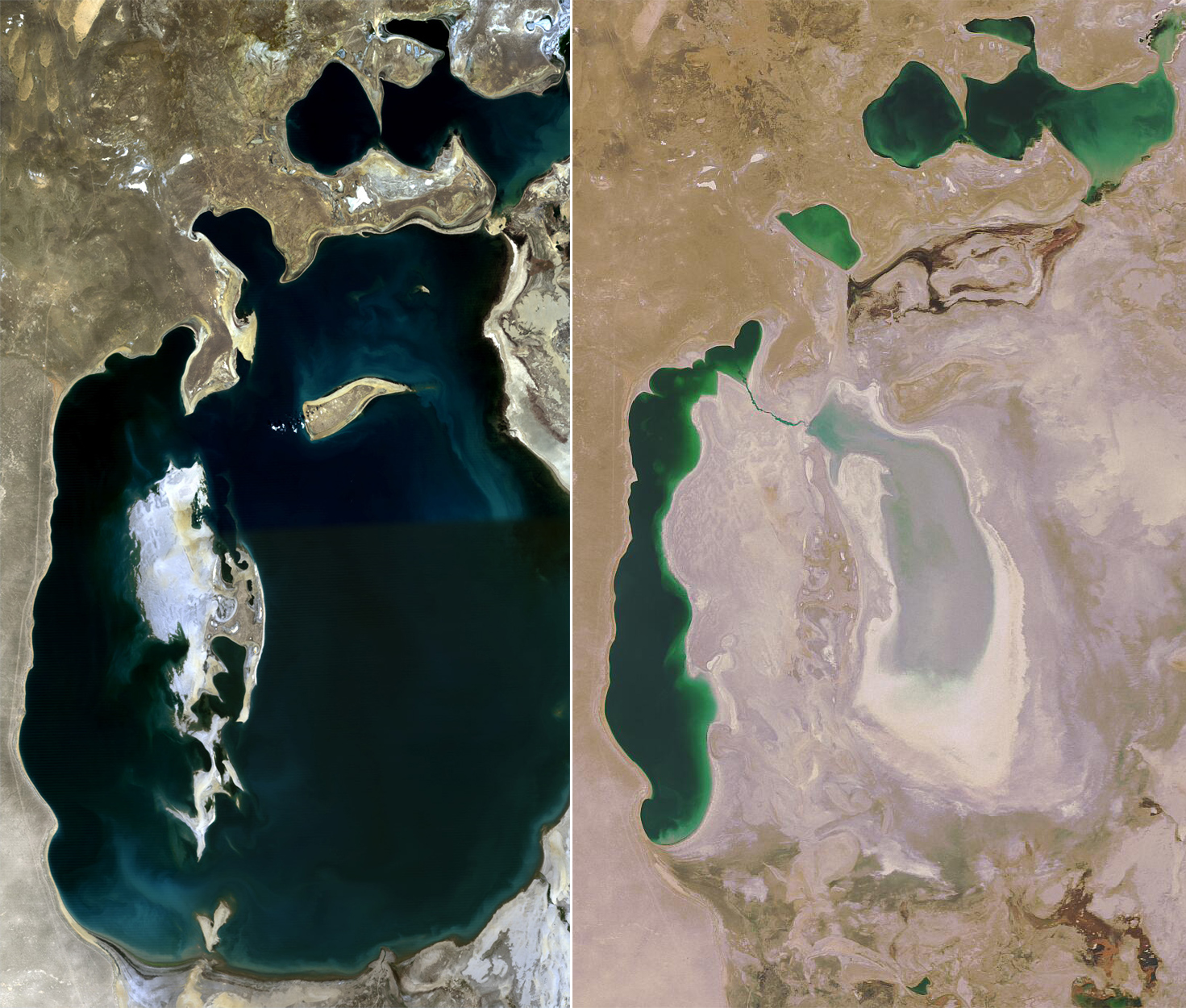
Aralské jezero

Plocha bezodtokých oblastí se vinou desertifikace ve světě zvětšuje. Jde především o oblast subsaharské Afriky, kde se tento jev projevuje velmi nápadně. Další problémovou oblastí je Aralské jezero, jehož přítoky Syrdarja a Amudarja jsou podél svých toků masivně využívány na zemědělské zavlažování, což má za následek výrazné snížení (až vymizení) přítoku do jezera a jeho vysychání.